# Bossey Bongou
Bossey Bongou (auch: Bosébangou, Bossébangou, Bossé Bangou, Bossey Bangou) ist ein Dorf in der Landgemeinde Torodi in Niger.

## Geographie
Das von einem traditionellen Ortsvorsteher (chef traditionnel) geleitete Dorf befindet sich rund 60 Kilometer nordwestlich des urbanen Zentrums von Torodi, des Hauptorts der gleichnamigen Landgemeinde und des gleichnamigen Departements Torodi, das zur Region Tillabéri gehört. Zu den Siedlungen in der näheren Umgebung von Bossey Bongou zählen Tchawa im Norden, Mindéré im Osten, Mamassi im Südosten und Bolsi im Südwesten.
Das Dorf ist Teil der Übergangszone zwischen Sahel und Sudan. Die durchschnittliche jährliche Niederschlagsmenge beträgt hier zwischen 500 und 600 mm. Bossey Bongou liegt am Fluss Sirba, der hier die Grenze zum Nachbarstaat Burkina Faso bildet. In der Nähe des Dorfs gibt es mehrere temporäre Teiche, die jeweils nur für etwa zwei Monate im Jahr Wasser führen: Bobangou, Boulam, Bouroum, Dikigaley, Kokoursa und Yakoubangou.

## Geschichte

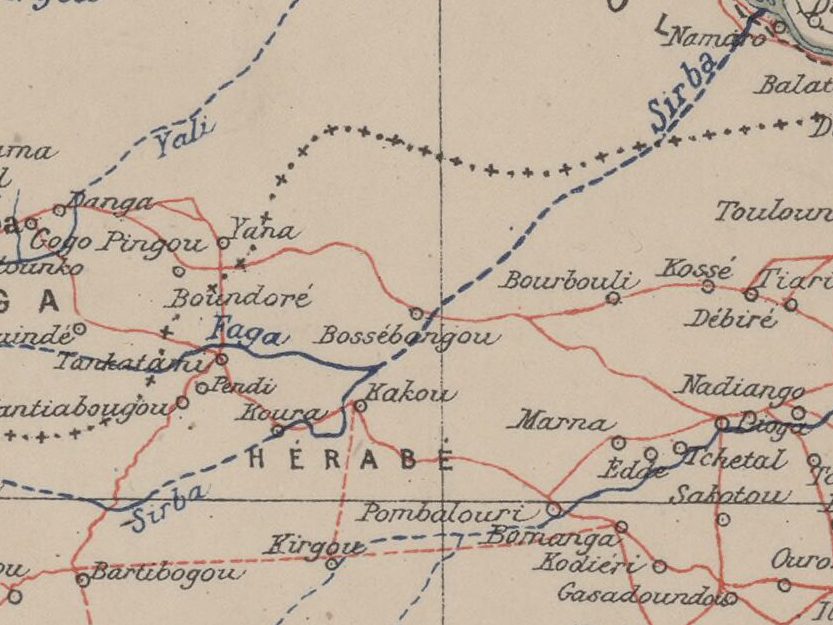
Ausschnitt einer Karte von 1903 mit Bossey Bongou (Bossébangou) im Zentrum

Untersuchungen in den 1960er Jahren zufolge trat im Einzugsgebiet der Sirba nahe der Staatsgrenze die vernachlässigte tropische Krankheit Onchozerkose gehäuft auf. Auch in Bossey Bongou erkrankten daran Menschen.
Bossey Bongou war 2012 von schweren Überschwemmungen der Sirba betroffen. An die historische Flut erinnerte eine Flutmarke an einem Baum im Dorf. Attacken bewaffneter Gruppen auf mehrere Dörfer lösten im Februar 2022 eine Fluchtbewegung von über 2000 Menschen aus Bossey Bongou und 14 weiteren Siedlungen in der Gegend in den Departementshauptort Gothèye aus.

## Bevölkerung
Bei der Volkszählung 2012 hatte Bossey Bongou 2906 Einwohner, die in 289 Haushalten lebten. Bei der Volkszählung 2001 betrug die Einwohnerzahl 1954 in 208 Haushalten und bei der Volkszählung 1988 belief sich die Einwohnerzahl auf 2430 in 287 Haushalten.

## Wirtschaft und Infrastruktur
In Bossey Bongou wird ein Wochenmarkt abgehalten. Der Markttag ist Mittwoch. Hier werden Kalebassen, Töpferwaren und Reis gehandelt. Die Händler kommen aus anderen Dörfern wie Alfassi, Allaréni und Bolsi. Der CEG Bossey Bongou ist eine allgemein bildende Schule der Sekundarstufe des Typs Collège d’Enseignement Général (CEG). An der Sirba in Bossey Bongou gibt es eine automatische Pegelmessstation.